# Парижский мирный договор (4 октября 1801)
Пари́жский ми́рный догово́р (4 [16] октября 1801) — мирный договор между Российской империей и Испанией, завершивший Русско-испанскую войну, в состоянии которой формально находились эти государства в 1799—1801 годах и окончившейся без единого боестолкновения.

## История
Русско-испанская война 1799—1801 годов происходила в рамках войны второй коалиции, в которой Россия участвовала на стороне Англии, а Испания на стороне Франции. Главной причиной разрыва российско-испанских отношений послужил вопрос приорств Мальтийского ордена, великим магистром которого на тот момент являлся российский император Павел I, объявивший войну Испании.
Однако в 1800 году Павел I разорвал союз с Англией и Австрией, обвинив их в преследовании своих целей в обход интересов России, и взял курс на сближение с Францией и Испанией, которые в свою очередь также нуждались в союзе с Россией.
После гибели в результате заговора в 1801 году Павла I, носившего гроссмейстерский титул Мальтийского ордена, война из-за него окончательно потеряла смысл и вступивший на российский престол Александр I в том же году послал послом в Париж графа А. И. Моркова с поручением заключить мир с Францией и Испанией. Последний в обход французского посредничества вышел на испанского посла в Париже Х. Н. Асара, который пользовался доверием первого министра Испании маркиза М. Годоя и первого консула Франции Н. Бонапарта. Морков сумел в кратчайшие сроки провести переговоры с испанским послом и 4 (16) октября 1801 года между Россией и Испанией был подписан мирный договор.
5 (17) декабря 1801 года договор был ратифицирован в Мадриде испанским королём Карлом IV и 27 февраля (11 марта) 1802 в Санкт-Петербурге российским императором Александром I.
1. С этого момента будет мир, дружба и доброе согласие между его величеством императором всероссийским и его величеством королём испанским.
2. Для поддержания и развития столь счастливо восстановленного порядка вещей оба двора назначат и направят для пребывания при них посланников согласно прежнему обычаю, если это будет возможно.
3. Сразу же после утверждения настоящего акта обоими государями, в их государствах будут опубликованы указы, в которых будет провозглашено забвение прошлого, а соответствующим подданным будет предписано относиться друг к другу как к подданным двух дружественных наций и соблюдать в торговых и других отношениях порядок, соответствующий состоянию мира и дружбы, которое восстанавливается между ними настоящим актом.